# 엄태진
엄태진(1957년 ~ )은 대한민국의 기업인이다.
2017년말부터 2020년말까지 FC 서울의 대표이사이자 GS칼텍스 서울 KIXX 구단주대행을 하였다.